# シント＝ヤンス＝モーレンベーク
シント＝ヤンス＝モーレンベーク（蘭: Sint-Jans-Molenbeek [sɪn ˈcɑns ˈmoːlə(m)ˌbeːk] ( 音声ファイル)) or）は、ベルギーのブリュッセル首都圏地域に位置する19の基礎自治体の一つ。フランス語名ではモルンベーク＝サン＝ジャン（蘭: Molenbeek-Saint-Jean [molənbeːk sɛ̃ ʒɑ̃]）である。日本語名としてはモレンベークが定着している。モーレンベーク (Molenbeek) とは、オランダ語で水車小屋を意味する molen と、水路を意味する beek に由来している。
移民出身者が多く住み、2015年11月に起こったパリ同時多発テロ事件では、出身者がテロ実行に関与したと報道されている。

## 姉妹都市
- フランス クールブヴォア
- モロッコ ウジダ